# Євгенія Савранська
Євгенія Савранська (нар. 20 лютого 1984) — колишня українська тенісистка.
Найвищу одиночну позицію світового рейтингу — 172 місце досягла 17 липня 2006, парну — 191 місце — 10 липня 2006 року.
Здобула 8 одиночних та 11 парних титулів туру ITF.
Завершила кар'єру 2015 року.

## Фінали ITF

### Одиночний розряд: 17 (8–9)
| Легенда          |
| ---------------- |
| турніри $100,000 |
| турніри $75,000  |
| турніри $50,000  |
| турніри $25,000  |
| турніри $10,000  |

| Фінали за покриттям |
| ------------------- |
| Тверде (4–6)        |
| Ґрунт (4–3)         |
| Трава (0–0)         |
| Килим (1–0)         |

| Результат | Ранг | Дата              | Турнір                      | Покриття | Суперниця         | Рахунок             |
| --------- | ---- | ----------------- | --------------------------- | -------- | ----------------- | ------------------- |
| Поразка   | 1.   | 20 листопада 2000 | ITF Беер-Шева, Ізраїль      | Тверде   | Ципора Обзилер    | 1–4, 0–4, 4–2, 0–4  |
| Поразка   | 2.   | 21 травня 2001    | ITF Тель-Авів, Ізраїль      | Тверде   | Марієль Гоґланд   | 7–6(4), 6–7(5), 2–6 |
| Перемога  | 1.   | 3 грудня 2001     | ITF Ашкелон, Ізраїль        | Тверде   | Шантал Кумбс      | 4–6, 6–3, 6–0       |
| Перемога  | 2.   | 4 лютого 2002     | ITF Фару, Португалія        | Тверде   | Джулія Меруцці    | 6–3, 6–1            |
| Перемога  | 3.   | 19 травня 2002    | ITF Тель-Авів, Ізраїль      | Тверде   | Шахар Пеєр        | 7–5, 1–6, 6–4       |
| Поразка   | 3.   | 9 липня 2002      | ITF Сецце, Італія           | Ґрунт    | Лаура Бао         | 3–6, 6–7(4)         |
| Перемога  | 4.   | 9 вересня 2002    | ITF Кунео, Італія           | Ґрунт    | Вітторія Мальйо   | 6–1, 6–3            |
| Перемога  | 5.   | 6 жовтня 2002     | ITF Хайфа, Ізраїль          | Тверде   | Марія Гугель      | 6–0, 6–0            |
| Поразка   | 4.   | 13 жовтня 2002    | ITF Рамат-га-Шарон, Ізраїль | Тверде   | Жужанна Бабош     | 3–6, 6–2, 2–6       |
| Поразка   | 5.   | 24 травня 2004    | ITF Стамбул, Туреччина      | Тверде   | Гана Шромова      | 4–6, 1–6            |
| Поразка   | 6.   | 29 серпня 2004    | ITF Тімішоара, Румунія      | Ґрунт    | Сімона Матей      | 3–6, 3–6            |
| Поразка   | 7.   | 8 листопада 2004  | ITF Рамат-га-Шарон, Ізраїль | Тверде   | Ленка Длгополцова | 1–6, 7–6(6), 0–6    |
| Перемога  | 6.   | 6 вересня 2005    | ITF Дурмерсгайм, Німеччина  | Ґрунт    | Адріана Барна     | 2–6, 7–5, 6–1       |
| Перемога  | 7.   | 2 липня 2006      | ITF Періге, Франція         | Ґрунт    | Полін Пармантьє   | 1–6, 7–6(3), 6–2    |
| Перемога  | 8.   | 3 липня 2006      | ITF Штутгарт, Німеччина     | Ґрунт    | Моніка Нікулеску  | 7–6(4), 7–5         |
| Поразка   | 8.   | 18 лютого 2008    | ITF Клірвотер, США          | Тверде   | Регіна Куликова   | 4–6, 4–6            |
| Поразка   | 9.   | 30 червня 2008    | ITF Штутгарт, Німеччина     | Ґрунт    | Штефані Ґерляйн   | 0–6, 2–6            |

### Парний розряд (11–15)
| Легенда          |
| ---------------- |
| турніри $100,000 |
| турніри $75,000  |
| турніри $50,000  |
| турніри $25,000  |
| турніри $15,000  |
| турніри $10,000  |

| Фінали за покриттям |
| ------------------- |
| Тверде (4–6)        |
| Ґрунт (6–9)         |
| Трава (0–0)         |
| Килим (1–0)         |

| Результат | Ранг | Дата             | Турнір                       | Покриття   | Партнерка          | Суперниці                                        | Рахунок          |
| --------- | ---- | ---------------- | ---------------------------- | ---------- | ------------------ | ------------------------------------------------ | ---------------- |
| Поразка   | 1.   | 14 травня 2001   | ITF Тель-Авів, Ізраїль       | Тверде     | Евгенія Абловатчі  | Ірина Корнієнко Марія Павліду                    | 2–6, 4–6         |
| Поразка   | 2.   | 13 серпня 2001   | ITF Бухарест, Румунія        | Ґрунт      | Галина Воскобоєва  | Олена Антипіна Юліана Федак                      | 6–4, 1–6, 4–6    |
| Поразка   | 3.   | 3 грудня 2001    | ITF Ашкелон, Ізраїль         | Тверде     | Yael Glitzenshtein | Шантал Кумбс Ельса О'Ріань                       | 5–7, 3–6         |
| Перемога  | 1.   | 4 березня 2002   | ITF Макарська, Хорватія      | Ґрунт      | Тіна Герголд       | Івана Абрамович Ленка Тварошкова                 | 5–7, 6–3, 7–5    |
| Перемога  | 2.   | 11 березня 2002  | ITF Макарська, Хорватія      | Ґрунт      | Тіна Герголд       | Сільвія Дісдері Зузана Гейдова                   | 6–3, 7–5         |
| Поразка   | 4.   | 10 червня 2002   | ITF Вадуц, Ліхтенштейн       | Ґрунт      | Штефані Вайс       | Ольга Виметалкова Габріела Хмелінова             | 5–7, 1–6         |
| Поразка   | 5.   | 9 липня 2002     | ITF Сецце, Італія            | Ґрунт      | Мартіна Бабакова   | Кільдін Шевальє Орелі Веді                       | 3–6, 5–7         |
| Перемога  | 3.   | 14 липня 2002    | ITF Ле-Туке, Франція         | Ґрунт      | Евгенія Абловатчі  | Одрі Ернандез Амандін Сенля                      | 6–2, 6–3         |
| Поразка   | 6.   | 9 вересня 2002   | ITF Кунео, Італія            | Ґрунт      | Стефанія К'єппа    | Карла Мраз Орелі Веді                            | 6–2, 3–6, 2–6    |
| Перемога  | 4.   | 13 жовтня 2002   | ITF Рамат-га-Шарон, Ізраїль  | Тверде     | Yael Glitzenshtein | Мелісса Беррі Наталі Нері                        | 6–7(4), 6–2, 6–3 |
| Поразка   | 7.   | 5 жовтня 2003    | ITF Верту, Франція           | Тверде (i) | Ірина Бремон       | Еден Марама Пола Марама                          | 4–6, 2–6         |
| Поразка   | 8.   | 9 листопада 2003 | ITF Вільнав-д'Орнон, Франція | Ґрунт (i)  | Ірина Кур'янович   | Кароліне Мас Орелі Веді                          | 3–6, 6–7(6)      |
| Перемога  | 5.   | 24 травня 2004   | ITF Стамбул, Туреччина       | Тверде     | Ірина Кур'янович   | Гана Шромова Габріела Веласко Андреу             | 6–3, 6–4         |
| Перемога  | 6.   | 19 липня 2004    | ITF Горб, Німеччина          | Тверде     | Марія Архипова     | Янетте Бейлкова Юань Мен                         | 6–4, 6–3         |
| Поразка   | 9.   | 30 серпня 2004   | ITF Арад, Румунія            | Ґрунт      | Сандра Заглавова   | Сорана Кирстя Габріела Нікулеску                 | 2–6, 2–6         |
| Поразка   | 10.  | 17 жовтня 2004   | ITF Лагос, Нігерія           | Тверде     | Карін Шлапбах      | Аланна Бродерік Суріна Де Беер                   | 5–7, 2–6         |
| Перемога  | 7.   | 4 липня 2005     | ITF Торунь, Польща           | Ґрунт      | Надія Островська   | Зузана Гейдова Йоанна Сакович-Костецька          | 6–1, 7–5         |
| Перемога  | 8.   | 18 липня 2005    | ITF Ле-Контамін, Франція     | Тверде     | Надія Островська   | Ніна Братчикова Катерина Космінська              | 6–1, 2–6, 6–4    |
| Поразка   | 11.  | 23 серпня 2005   | ITF Москва, Росія            | Ґрунт      | Надія Островська   | Катерина Кожокіна Дар'я Кустова                  | 2–6, 4–6         |
| Поразка   | 12.  | 21 березня 2006  | ITF Реддінг, США             | Тверде     | Олена Балтача      | Василіса Бардіна Аша Ролле                       | 7–5, 5–7, 4–6    |
| Поразка   | 13.  | 8 травня 2006    | ITF Монсон, Іспанія          | Тверде     | Ольга Брозда       | Монік Адамчак Аннетте Кольб                      | 5–7, 3–6         |
| Перемога  | 9.   | 17 липня 2006    | ITF Дармштадт, Німеччина     | Ґрунт      | Моніка Нікулеску   | Даніела Клеменшиц Сандра Клеменшиц               | 1–6, 6–0, 6–1    |
| Перемога  | 10.  | 29 січня 2007    | ITF Бельфор, Франція         | Килим (i)  | Ірина Кур'янович   | Вероніка Хвойкова Ева Грдінова                   | 6–3, 7–5         |
| Перемога  | 11.  | 15 квітня 2007   | ITF Біарриц, Франція         | Ґрунт      | Євгенія Родіна     | Катерина Лопес Ірина Кур'янович                  | 2–6, 6–1, 6–3    |
| Поразка   | 14.  | 1 липня 2007     | ITF Періге, Франція          | Ґрунт      | Юлія Бейгельзимер  | Ева Грдінова Марі-Ев Пеллетьє                    | 6–3, 5–7, 1–6    |
| Поразка   | 15.  | 17 вересня 2007  | ITF Мадрид, Іспанія          | Ґрунт      | Моніка Нікулеску   | Марія Хосе Мартінес Санчес Аранча Парра Сантонха | 1–6, 6–7(4)      |

## Участь у Кубку Федерації

### Парний розряд
| Розіграш             | Раунд              | Дата           | Місце               | Супротивник | Покриття | Партнерка      | Суперниці                    | W/L | Рахунок     |
| -------------------- | ------------------ | -------------- | ------------------- | ----------- | -------- | -------------- | ---------------------------- | --- | ----------- |
| Кубок Федерації 2003 | Зона Європи/Африки | 21 квітня 2003 | Ешторіл, Португалія | Югославія   | Ґрунт    | Ципора Обзилер | Катарина Мишич Драгана Зарич | L   | 3–6, 6–7(5) |